# Ziemia i Morze
W treści tego artykułu od 2020-10 występują prawdopodobnie wyrażenia zwodnicze, co nie jest zgodne z zasadami przyjętymi w Wikipedii.
Dokładniejsze informacje o tym, co należy poprawić, być może znajdują się w dyskusji tego artykułu.
 Po wyeliminowaniu niedoskonałości należy usunąć szablon [[Szablon:Dopracować|]] z tego artykułu.
Ziemia i Morze – tygodnik kulturalno-społeczny, powstały wiosną 1956 za zgodą Komitetu Wojewódzkiego PZPR w Szczecinie, nazywany symbolem „Szczecińskiego Października”.
Pierwszym redaktorem naczelnym została, bezpartyjna Maria A. Boniecka. W skład redakcji wchodzili: z-ca red. nacz. Lech Bądkowski (Gdańsk), sekr. red. Henryk Rozpędowski, dział lit. Ireneusz Gwidon Kamiński; Kolegium: Przemysław Bystrzycki (Poznań), Jerzy Karpiński, Jerzy Pachlowski, Stanisław Telega.
Po ukazaniu się 33. numeru w grudniu 1956 nastąpiła krótka przerwa w wydawaniu tygodnika i usunięto nie cieszącą się zaufaniem PZPR Marię Boniecką. Po „gwarancjach personalnych” uformował się nowy zespół redagujący i z końcem stycznia 1957 wznowiono wydawanie pisma. W skład nowej redakcji weszli: red. nacz. Kazimierz Błahij, z-ca red. nacz. Feliks Fornalczyk, sekr. red. Henryk Rozpędowski, dział lit. Wanda Karczewska, publicystyka Jerzy Grygolunas; Zespół: Jerzy Karpiński, Ryszard Liskowacki, Jerzy Pachlowski.
„Ziemia i Morze” było najwcześniej zlikwidowanym pismem lat „odwilży”. 13 lipca 1957 ukazał się jego ostatni numer. Formalnie tygodnik został zamknięty na polecenie wydawcy (RSW "Prasa"), ale na inną przyczynę zwrócił uwagę Jan Nowak-Jeziorański, który uznał decyzja o likwidacji „Ziemi i Morza” za skutek ataku, jaki ówczesny sekretarz KC PZPR Jerzy Morawski przypuścił na tygodnik na Komisji Prasowej. Było to ostrzeżeniem, że władze tygodnika tolerować nie będą a odwrót od październikowego programu dokona się także w zakresie wolności prasy. 
5 października 1957 na Naradzie z Dziennikarzami Władysław Gomułka powiedział: „Nie możemy nadal pozwalać na sianie zamętu, w czym szczególnie celowały czasopisma t.zw. społeczno-kulturalne podobne w swych tendencjach do tygodnika „Po prostu”.”Likwidacja tygodnika „Ziemia i Morze” nie wywołała reakcji społeczności Szczecina i minęła bez echa. 
Tygodnik „Ziemia i Morze” szczególnie w pierwszym okresie podejmował najtrudniejsze, bo nieobecne i dławione od lat tematy społeczno-polityczne. Poruszał m.in. kwestie marnotrawstwa w gospodarce morskiej, nieprawości sądów i odpowiedzialności nauczycieli oraz sprawy narodowościowe, w tym eksterminacje autochtonów i Niemców.
Wśród publikujących na łamach „Ziemi i Morza” autorów był późniejszy prozaik Włodzimierz Odojewski. Publikowali tu także Lesław Eustachiewicz, Bogdan Frankiewicz, Stanisław Gierszewski, Franciszek Gil, Roman Łyczywek, Florian Miedziński, Jerzy Milewski, Róża Ostrowska, Zbigniew Pędziński, Leszek Prorok, Jan Rompski i Katarzyna Suchodolska oraz poeci:  Edward Balcerzan, Józef Bursewicz, Franciszek Fenikowski, Kazimiera Iłłakowiczówna, Eliasz Rajzman i Helena Raszka.